# Rekin epoletowy
Rekin epoletowy (Hemiscyllium ocellatum) – gatunek małej wielkości ryby chrzęstnoszkieletowej z rodziny Hemiscyllidae.

## Taksonomia
Opisany pierwotnie jako Squalus ocellatus w 1788 r. przez Pierre’a Josepha Bonnaterre’a. Nazwa rodzajowa Hemiscyllium pochodzi z greckiego ‘hemi’ (połowa) i ‘skylla’ (rodzaj rekina).

## Występowanie
Występuje w wodach obejmujących równiny raf koralowych lub baseny pływowe na obszarze zachodniego Oceanu Spokojnego (na szerokościach i długościach geograficznych 1°S–34°S, 112°E–163°E) od południowego wybrzeża Nowej Gwinei do północnego wybrzeża Australii, a być może także na terenie Malezji, Sumatry i Wysp Salomona. Według niektórych źródeł populacja nowogwinejska może być odrębna od australijskiej. Żyje w zakresie od wód o głębokości 50 m po wody ledwo wystarczające, aby zakryć ciało ryby. Jest również stwierdzany na platformach rafowych odciętych od oceanu w trakcie odpływu, w których ilość tlenu chwilowo spada poniżej poziomu hipoksji. 

## Wygląd
Przeciętna długość ciała rekina epoletowego wynosi od 70 do 90 cm (największa odnotowana: 107 cm). Pysk jest krótki i zaokrąglony. Ciało jest wydłużone, ponad połowę jego długości stanowi szypułka ogonowa z płetwą ogonową zaopatrzoną tylko w górny płat. Płetwy piersiowe i brzuszne są szerokie, zaokrąglone oraz mocno umięśnione. Ubarwienie gatunku zapewnia jego osobnikom ochronny kamuflaż. Dorosłe osobniki ubarwione są od beżowego do brązowego z wieloma szeroko rozstawionymi brązowymi i mniej wyraźnymi ciemniejszymi pasami. Nazwę gatunkową zawdzięcza natomiast dużym czarnym plamom z białą otoczką, które znajdują się za obiema płetwami piersiowymi, przypominając wojskowe pagony. Młode osobniki mają naprzemiennie jasne i ciemne pasma na ciele i płetwach, które przekształcają się w plamki w miarę dojrzewania.

## Rozród
Rekin epoletowy jest gatunkiem rozdzielnopłciowym. Rozród trwa od lipca do grudnia. Zaloty mogą być zainicjowane również przez samicę, podążającą za samcem i gryzącą go. Podczas kopulacji samiec chwyta samicę za płetwę piersiową i kładzie się obok niej, często wgryzając się w jej ciało (nawet w skrzela); kopulacja trwa około 1,5 minuty. Samica składa jaja od sierpnia do grudnia, zazwyczaj po dwie kapsułki z jajami co 14 dni, co daje od 20 do 50 jaj rocznie. 
Embriony żywią się wyłącznie żółtkiem. Młode wykluwają się po 120–130 dniach, w chwili wyklucia mając 14–16 cm długości. Tempo wzrostu, początkowo powolne, wzrasta do ok. 5 cm rocznie po trzech miesiącach życia. Rekin epoletowy uzyskuje dojrzałość płciową w siódmym roku życia, gdy osiągnie długość ciała 54 cm (samce) lub 62 cm (samice).

## Ekologia
Rekin epoletowy jest drapieżnikiem odżywiającym się bezkręgowcami przydennymi, m.in. wieloszczetami, skorupiakami oraz małymi rybami, przy czym dieta dorosłych osobników bazuje częściej na krabach i krewetkach, a młodych na rybach i bezkręgowcach robakokształtnych. W polowaniu rekin epoletowy posługuje się prawdopodobnie elektrorecepcją i węchem. Osobniki tego gatunku potrafią przeżuwać pokarm do 5–10 minut, a ich zęby umożliwiają miażdżenie twardych skorup. Rekin epoletowy może żerować w ciągu dnia, ale najaktywniej o świcie i zmierzchu. Zdarza się, że osobniki tego gatunku wbijają głowę w piaszczyste dno, połykając pokarm i jednocześnie wyrzucając piasek przez szczeliny skrzelowe.
Rekin epoletowy jest obiektem polowania innych rekinów i niektórych strzępielowatych. Osobniki tego gatunku mają tendencję do chowania się wewnątrz lub pod koralowcami, gdzie często ukrywają jedynie głowę. Zamiast pływać, osobniki tego gatunku często chodzą po dnie, używając do tego płetw. Chodzenie po dnie polega u tego gatunku na zginaniu ciała na boki i odpychaniu się od podłoża płetwami piersiowymi i brzusznymi, co jest przystosowaniem do poruszania się w środowisku rafowym. Chrząstkowe podpory płetw u rekina epoletowego są zredukowane w stosunku do innych rekinów, co pozwala na ich obrócenie w celu wykorzystania do przesuwania ciała po dnie. Chód rekina epoletowego jest podobny do chodu salamandry, co sugeruje, że umiejętność ta mogła poprzedzać powstanie pierwszych kręgowców lądowych.
Chodzący rekin epoletowy jest w stanie wyczołgać się z wody w celu dotarcia do izolowanych basenów pływowych. Osobniki tego gatunku potrafią radzić sobie z poważnym niedoborem tlenu w izolowanych basenach, w których stężenie tlenu spada o 80% w stosunku do normalnego na skutek oddychania przebywających w nich organizmów. Rekin epoletowy jest w stanie przetrwać ponad 3 godziny w wodzie wysyconej jedynie w 5% tlenem oraz godzinę całkowitego niedoboru tlenu, co osiąga poprzez rozszerzenie naczyń krwionośnych zapewniających większych dopływ krwi do mózgu oraz selektywne wyłączanie mniej istotnych funkcji nerwowych.

## Interakcje z człowiekiem
Rekin epoletowy jest nieszkodliwy dla ludzi, chociaż w przypadku zagrożenia potrafi ugryźć człowieka. Osobniki tego gatunku są zdatne do hodowli – występują w niewielkiej liczbie w publicznych akwariach m.in. w Stanach Zjednoczonych, Kanadzie, Australii oraz Polsce (Gdynia), nie są jednak spotykane w akwariach prywatnych lub komercyjnych. Gatunek najmniejszej troski. W Papui-Nowej Gwinei uznany za zagrożony z powodu degradacji siedlisk oraz destrukcyjnych praktyk połowowych. 